# Lenguas nyali
Las lenguas nyali (ñali) o budu-ndaka son una división de las lenguas bantúes, codificadas como D.33 en la clasificación de Guthrie. Las lenguas de esta división incluyen:
Budu, Ndaka, Nyali, Vanuma, Mbo
Este grupo de lenguas podría ser parte de las lenguas mbole-enya, aunque este parentesco podría incluir también al lengola, y todas juntas formarían las lenguas lebonya, que es una propuesta de parentesco debida a Nurse (2003).
Las lenguas nyali fueron consideradas como un continuo geolectal por Guthrie. Mientras que Ethnologue señala que el mbo, el ndaka, el budu, el vanuma y el nyali son bastante cercanos entre sí. Sin embargo, el beeke y el ngbee son más distantes del resto, Ethnologue sugiere que el beeke es más cercano a al Bali y deja el extinto ngbee como una lengua bantú sin clasificación específica.

## Comparación léxica
Los numerales en diferentes lenguas nyali son:
| GLOSA | Budu      | Nyali           | PROTO- NYALI |
| ----- | --------- | --------------- | ------------ |
| '1'   | mʊ́ŋgànà   | ingono          | *-ŋgana      |
| '2'   | ɓèpínì    | kahili / diwili | *-bili       |
| '3'   | ɓětù      | kalatu          | *-tatu       |
| '4'   | ɓɔ̀ɡìnà    | ghena           | *-gi-na      |
| '5'   | ɓɔ̌kʊ̀      | bokhoo          | *boku        |
| '6'   | mɛ̀ɗìà     | madeya          | *madiya      |
| '7'   | mɛ̀ɗìàníkà | mayanikha       | *madiya-nika |
| '8'   | ɓɛ̀ɡìnà    | bagena          | *ba-gina     |
| '9'   | ìsàɓɔ̌kʊ̀   | baga mungana    |              |
| '10'  | tɛ̀kɛ̀ɓɛ̀    | menhee          |              |